# Austria en los Juegos Paralímpicos de Albertville 1992
Austria estuvo representada en los Juegos Paralímpicos de Albertville 1992 por un total de 31 deportistas, 22 hombres y nueve mujeres.

## Medallistas
El equipo paralímpico austríaco obtuvo las siguientes medallas:
| Nombre            | Deporte        | Evento                               |
| ----------------- | -------------- | ------------------------------------ |
| Oro               |                |                                      |
| Elisabeth Kellner | Esquí alpino   | Eslalon gigante B1-3 femenino        |
| Elisabeth Kellner | Esquí alpino   | Supergigante B1-3 femenino           |
| Helga Knapp       | Esquí alpino   | Eslalon LW2 femenino                 |
| Meinhard Tatschl  | Esquí alpino   | Descenso LW6/8 masculino             |
| Meinhard Tatschl  | Esquí alpino   | Supergigante LW6/8 masculino         |
| Reinhold Sager    | Esquí alpino   | Eslalon LW10 masculino               |
| Reinhold Sager    | Esquí alpino   | Eslalon gigante LW10 masculino       |
| Bruno Kühne       | Esquí alpino   | Supergigante B1 masculino            |
| Plata             |                |                                      |
| Barbara Jordan    | Esquí alpino   | Descenso LW3,4,9 femenino            |
| Barbara Jordan    | Esquí alpino   | Eslalon gigante LW3,4,9 femenino     |
| Oliver Anthofer   | Esquí de fondo | 10 km distancia larga LW10 masculino |
| Bronce            |                |                                      |
| Barbara Jordan    | Esquí alpino   | Eslalon LW3,4,9 femenino             |
| Andrea Piribauer  | Esquí alpino   | Supergigante B1-3 femenino           |
| Helga Knapp       | Esquí alpino   | Supergigante LW2 femenino            |
| Rainer Bergmann   | Esquí alpino   | Eslalon LW2 masculino                |
| Wilfried Mätzler  | Esquí alpino   | Eslalon gigante LW4 masculino        |
| Odo Habermann     | Esquí alpino   | Supergigante B2 masculino            |
| Renata Hönisch    | Esquí de fondo | 5 km distancia corta B2-3 femenino   |
| Gisela Danzl      | Esquí de fondo | 5 km distancia corta LW2-9 femenino  |
| Oliver Anthofer   | Esquí de fondo | 5 km distancia corta LW10 masculino  |